# Коммунизм и права ЛГБТ
В то время как в XXI веке резко эволюционировало отношение коммунистов к правам ЛГБТ, ещё в XIX и XX веках многие западные коммунистические партии были одними из первых политических партий, выступавших в защиту прав ЛГБТ.
Первым значимым политиком, публично выступившим за права гомосексуалов и защищавшим их на открытых дебатах, был немецкий марксист и сооснователь Социал-демократической партии Германии Август Бебель, который был среди подписантов ходатайства Магнуса Хиршфельда от Научно-гуманитарного комитета об отмене параграфа 175 Уголовного кодекса Германии. Первая петиция «Wissenschaftlich-humanitärer Kreis» исследовательской группы под руководством Магнуса Хиршфельда, пыталась объяснить гомосексуальность с научной точки зрения и добивалась её декриминализации. Законопроект, внесённый на рассмотрение Рейхстага в 1898 году, был поддержан лишь меньшинством — Социал-демократической партией Германии во главе с Бебелем. Среди других подписантов был теоретик марксизма Карл Каутский.
Большинство гомосексуальных активистов, работавших с Хиршфельдом, придерживалась социалистических взглядов, включая Курта Хиллера, Рихарда Линсерта, Йоханну Эльберскирхен и Бруно Фогеля.
В 1978 году Джон Лауритсен описал Августа Бебеля первым выдающимся политиком, «выступившим в публичных дебатах» в поддержку прав геев, начиная с того момента, когда именно коммунист выступил против криминализации гомосексуальности на дебатах в Рейхстаге в 1898 году, начался процесс принятия и всеобщего расширения прав ЛГБТ-людей по всему миру, которая не прекращается и сегодня.
В 1895 году теоретик марксизма Эдуард Бернштейн из той же Социал-демократической партии Германии написал статью в защиту Оскара Уайльда (который был судим за гомосексуальное поведение) в Die Neue Zeit, подвергнув материалистической критике социальные установки гомофобии.
Видного члена профсоюзного движения Жана-Батиста фон Швейцера, обвинённого в попытке склонить молодого человека к интимной связи в парке, защищал лидер социал-демократов Фердинанд Лассаль, утверждая что рабочее движение слишком нуждается в руководстве Швейцера, чтобы отказываться от него, и что сексуальные вкусы человека «не имеют абсолютно никакого отношения к его политическому характеру». Швейцер в дальнейшем стал президентом Всеобщего германского рабочего союза и первым социал-демократом, избранным в парламент Европы.
К 1868 году Маркс и Энгельс имели тёплые отношения со Швейцером и считали его одним из самых умных и энергичных социалистических лидеров Европы
Коммунистическая партия Советской России отменила все законы, действовавшие до 1917 года, в том числе те, которые касались сексуальности. В 1917 году советское правительство также декриминализировало гомосексуальность, а последующий советский уголовный кодекс 1920-х годов исключил криминализацию однополой сексуальности между взрослыми. В четырёхстраничной брошюре «Сексуальная революция в России» 1923 года, подчёркивалось, что советское законодательство после 1917 года рассматривало гомосексуальные сексуальные практики как часть нормального сексуального поведения человека и не криминализировало их.
Советский Союз направил делегатов в Немецкий Институт Сексуальных Наук, а также на другие международные конференции по сексуальности человека, включая Всемирную Лигу За Сексуальную Реформу, которые выразили поддержку легализации гомосексуальных отношений между взрослыми, частных и по обоюдному согласию. Научно-гуманитарний комитет, который был связан с немецким институтом, и делегация Министерства Здравоохранения Германии положительно отнеслась к фильму на эту тему и сочла его недостойным скандала. Хотя и последующая советская политика в вопросах защиты прав ЛГБТ была непоследовательной. Во времена Веймарской республики соратник Компартии Советской России Коммунистическая партия Германии решительно выступила в поддержку усилий по легализации гомосексуальных отношений между взрослыми по обоюдному согласию.
Многие известные представители ЛГБТ, также были видными членами Коммунистических партий:
- Карл-Гюнтер Хаймзот (немецкий политик) — член Коммунистической партии Германии (КПГ)[16][17], подвергся чистке во время Ночи длинных ножей[18].
- Гарри Уайт (британский марксист и открытый критик криминализации гомосексуальности[19]) — член Коммунистической партии Великобритании[20].
- Фрида Кало (мексиканская художница, политическая и общественная активистка) — член Мексиканской коммунистической партии.
- Гарри Хэй (ЛГБТ — активист, защитник труда[21], коренных американцев, общества Mattachine, соучредитель Фронта освобождения геев Лос-Анджелеса и сторонник Североамериканской ассоциации любви мужчин) — член Коммунистической партии США[22].
- Лесли Файнберг (активистка движения за права трансгендеров и лесбиянок, сама описала себя как «антирасистскую белую, представительницу рабочего класса, светскую еврейку, трансгендерную лесбиянку, женщину, революционную коммунистку[23]».) — член Всемирной рабочей партии.
- Марк Эштон (основатель организации лесбиянки и геи поддерживают шахтёров и защитник прав ЛГБТ) — член Коммунистической партии Великобритании[24].
- Георгий Чичерин — первый народный комиссар иностранных дел СССР и член Коммунистической партии Советского Союза.
- Жулио Фогаса — португальский политик и член Коммунистической партии Португалии, который сыграл огромную роль в сопротивлении режиму Салазара с 1926 по 1974 год.
- Торстейн Дале — норвежский экономист и политик, первый лидер Красной Партии, открытый гомосексуалист с 1960-х годов.
- Влади́мир Луксу́рия — итальянский актёр, член Партии коммунистического возрождения, ЛГБТ-активист. Первый открытый трансгендерный депутат в парламенте европейской страны и второй в мире после Джорджины Бейер (Новая Зеландия).
- Сунил Бабу Пант — непальский политический и общественный деятель, первый открытый гей в политике Непала и в парламенте страны, а также всех азиатских парламентов, член компартии Непала[25][26][27].
- Анджела Девис — революционная марксистка и член Коммунистической партии США.

Хотя и политика авторитарных социалистических государств в защиту прав гомосексуалистов исторически было неоднородно. Тем не менее, ЛГБТ-активисты в целом отождествляются с левыми, а ряд значительных фигур в социалистическом движении были лесбиянками, геями или бисексуалами. Среди видных социалистов, участвовавших в ранней борьбе за права ЛГБТ можно выделить Эдварда Карпентера, Оскара Уайльда, Байарда Растина, Эмму Гольдман и Даниэля Герена.
Впервые словосочетание «сексуальный большевизм» было использовано в 1920-х годах пастором Людвигом Хоппе из Берлина, который подразумевал под данной фразой общий термин, обозначающий одобрение распущенности. В фашистской Германии после провалов веймарского правительства, нацисты использовали термин «сексуальный большевизм» для обозначения предполагаемой сексуальной дегенерации, в частности подразумевая и гомосексуальность.
Многие представители ЛГБТ обвинялись в шпионаже в пользу СССР. Например, в Великобритании многие из Кембриджской группы в то время были марксистами, а также гомосексуалистами, которые передали имевшее чрезвычайно важное значение для существования советского государства информацию. Энтони Блант, как и Гай Бёрджес — окружению и близким их гомосексуальная ориентация была известна. Среди других членов были Виктор Ротшильд и американец Майкл Уитни Стрейт, последнего также позже заподозрили в принадлежности к кембриджской шпионской сети. Бегство в 1951 году в Советский Союз британских шпионов-гомосексуалистов Гая Бёрджесса и Дональда Маклина способствовало распространению ассоциации гомосексуализма и государственной измены в общественном сознании. В США советский агент Уиттакер Чемберс — деятельность которого была известна в леворадикальном подполье — состоял одновременно как в гетеросексуальных, так и гомосексуальных отношениях.
В Соединённых Штатах несколько неправительственных коммунистических партий выступили с заявлениями в поддержку прав ЛГБТ, такие как Коммунистическая партия США, которая поддерживает распространение браков на однополые пары и принятие законов против дискриминации по признаку сексуальной ориентации. Лига революционной партии — коммунистическая партия, базирующаяся в Нью-Йорке, опубликовала заявление вскоре после принятия калифорнийского Предложения 8, в котором осудила поправку, подтвердив свою поддержку однополых браков и выразив свои убеждения, насколько освобождение геев важно для коммунистической философии.
В эпоху «маккартизма» (в конце 1940-х — начале 1950-х) американский сенатор Джозеф Маккарти рассматривал гомосексуальность и коммунизм как угрозу «американскому образу жизни»; Маккарти часто использовал обвинения в гомосексуализме в качестве клеветнической тактики в своём антикоммунистическом крестовом походе, часто сочетая Вторую Красную панику с лавандовой паникой.Сенатор Кеннет Уэрри аналогичным образом пытался указать на связь между гомосексуальностью и антинационализмом. Гомосексуальность напрямую связывалась с проблемами безопасности, и государственных служащих увольняли больше из-за их сексуальной ориентации, чем из-за того, что они были политически левыми или коммунистами. Джордж Чонси отметил, что «Призрак невидимого гомосексуалиста, как и призрак невидимого коммуниста, преследовал Америку времён холодной войны», а гомосексуальность (и гомосексуалисты) постоянно упоминались не только как болезнь, но и как вторжение, подобное предполагаемой опасности коммунизма".
В конце 1980-х годов правительство Восточной Германии открыло гей-дискотеку в Берлине, полностью финансируемую из государственного бюджета. В 1987 году Народная палата ГДР уравняла возраст согласия для однополого полового акта в Восточной Германии на основании того, что «гомосексуальность, как и гетеросексуальность, представляет собой разновидность сексуального поведения. Поэтому гомосексуалы не стоят вне социалистического общества, и гражданские права для них гарантированы точно так же, как и для всем остальным гражданам». В 1989 году немецкий фильм «Каминг-аут» режиссёра Хайнера Карова был показан в ночь, когда рухнула Берлинская стена. История о том, как восточногерманский мужчина приходит к признанию своей гомосексуальности. Большая часть фильма снята в местных гей-барах, и рассказывает о том, что гражданин ГДР имеет возможность их легко посещать.
К 1980-м годам Французская Коммунистическая партия (ФКП) поддерживала снижение возраста согласия на вступление в однополые отношения и выступала против попыток ужесточить наказание за гомосексуальность. В 1998 году ФКП проголосовалa за пакт гражданской солидарности (PACS), гражданские союзы, в том числе для гомосексуальных пар. ФКП поддерживает как однополые браки, так и усыновление для гомосексуалистов. 12 февраля 2013 года депутаты ФКП проголосовали в Национальной ассамблее за однополые браки и права на усыновление Новая Народная Армия, коммунистическое повстанческое движение на Филиппинах, также делала несколько заявлений в поддержку равных прав для однополых пар и гомосексуалистов, заключив первый однополый брак в стране и официально одобрив такое законодательство, если они придут к власти. Они также пошли дальше, выразив свою поддержку однополым отношениям, и геям и лесбиянкам было и раньше разрешено служить в их вооружённых силах, чем в вооружённых силах правительства Филиппин. По данным Human Rights Watch, в марте 2007 года непальские маоистские силы попытались завербовать силой двух женщин, заподозрив их в занятии сексом. А придя к власти коммунисты Непала не только декриминализировали гомосексуальность, но и с помощью своего активиста по правам сексуальных меньшиств Сунил Бабу Панта, добились от Верховного Суда Непала официального признания третего пола тем самым разрешив однополые браки 28 июня 2023 года. Другие коммунистические партии, присутствующие в Германии и других европейских странах, также официально поддержали права ЛГБТ, включая право на однополые браки, а некоторые даже имеют обширные ЛГБТ-платформы в своих партиях, такие как «DKP Queer» Коммунистической партии Германии. Коммунистическая партия Австрии (KPÖ) поддерживает зашиту ЛГБТ от дискриминации, расширение прав тех, кто состоит в зарегистрированном партнёрстве, увеличение государственных расходов на борьбу с домашним насилием в отношении ЛГБТ, улучшение медицинского обслуживания и доступа к нему для ЛГБТ, включение категорий защиты сексуальной ориентации и гендерной идентичности в конституцию Австрии, «небюрократический и свободный доступ» для лиц, меняющих свой гражданский статус и имя, а также недискриминационные системы образования и государственного управления. Председатель Коммунистической партии Финляндии является открытым гомосексуалистом, и партия также участвует в рабочей группе по ЛГБТ повестке Европейской левой партии. В Индии Коммунистическая партия Индии (марксистская) и Коммунистическая партия Индии (маоисткая) поддержали права ЛГБТ, так и Студенческая федерация Индии, Федерация демократической молодёжи Индии, Всеиндийская демократическая женская ассоциация активно поддерживали права ЛГБТ. Коммунистическая партия Индии (марксистская) призвала внести поправки в статью 377 в 2009 году и в 2014, и поддержала антидискриминационный законопроект, охватывающий ЛГБТ в 2019, став одной из первых крупных политических партий Индии, которая сделала это. В апреле 2023 года Коммунистическая партия Свазиленда и Борцы за экономическую свободу Южной Африки, каждая из которых протестовала за защиту прав ЛГБТ в своих соответствующих странах. Борцы за экономическую свободу протестовали против Закона Уганды о борьбе с гомосексуальностью от 2023 года В июне 2022 года международный секретарь Коммунистической партии Свазиленда Пиус Вилакати выступил в поддержку прав ЛГБТК и прекращения действия «колониальных законов», используемых для репрессий в отношении ЛГБТ. В апреле 2023 года партия выступила с протестом в защиту прав ЛГБТ.Коммунистическая партия Турции выступила в поддержку прав ЛГБТ, пообещав представителям ЛГБТ: «Равное гражданство — при социализме!». Возглавляемый коммунистами муниципалитет Тунджели в 2021 году решил предоставить ЛГБТ-людям один дополнительный выходной день на Неделю Прайда. В 2023 году Рабочая партия также выдвинула кандидатуры трёх трансгендерных женщин на места в парламенте: активисток Эсмерай Озадикти, Талии Айдын и Нилер Албайрак В Ирландии и Северной Ирландии партия Народ Прежде Прибыли выступает за равенство ЛГБТ, заявляя, что они выступают за равенство в браке и донорстве крови, а также за законы против гомофобных и трансфобных преступлений на почве ненависти, инициативы по борьбе с травлей в школах для защиты учащихся ЛГБТ, повышение осведомлённости об ЛГБТ, обучение на рабочих местах и бесплатная гендерная помощь через «Ирландскую национальную службу здравоохранения», которая будет включать психотерапию, консультирование, логопедию, гормональную терапию, эпиляцию и операцию по смене пола. Народ Прежде Прибыли также поддерживает распространение действия Закона о признании пола на лиц в возрасте 16-18 лет и включение третьего варианта определения пола в официальные формы. В 1985 году Тони Марошевич стал первой медиаперсоной открытым геем радиоведущим в Загребе, позже он рассказал, что Лига коммунистов Хорватии несколько раз просила его сформировать ЛГБТ-фракцию партии. В Испании, КПИ входящая в коалицию Объединённы левые, была первой национальной политической партией, включившая в свою предвыборную программу признание гражданских союзов между однополыми парами в 1989 году, усыновление в 1996 году, и однополые браки в 2000 году. Коммунистическая партия Японии поддерживает права ЛГБТ. Это включает в себя поддержку легализации однополых браков в Японии и антидискриминационных законов в отношении представителей ЛГБТ. Красная Партия выступает за сохранение однополых браков в Норвегии и усыновление детей однополыми парами. Которая также поддерживает законы против дискриминации ЛГБТ, запрет на конверсионную терапию и запрет на лечение трансгендеров, считает необходимым добавление третьей гендерной категории в официальные документы. Кроме того, она поддерживает консультационные услуги по вопросам сексуальной ориентации или гендерной идентичности, создание литературы и фильмов, представляющих гомосексуальных людей, а также получение информации об ЛГБТ в сфере образования. Красная Партия также поддерживает приём квир-беженцев из стран, где ЛГБТ-активизм по-прежнему наказуем. В Новой Зеландии Лига социалистического действия (нынешняя Коммунистическая лига) была одной из первых защитниц прав геев и лесбиянок. Коммунистическая партия Канады призвала усилить законодательство о преступлениях на почве ненависти, направленные против гомофобии и трансфобии, обеспечить явную защиту представителей ЛГБТ от дискриминации, сохранить запрет на конверсионную терапию, защитить интерсексуальных детей от операций без их согласия и обеспечить равенство в донорстве крови. Международная социалистическая организация Новой Зеландии выразила поддержку правам геев в своём «Социалистическом обзоре», а социалистическая Рабочая партия включила права геев в свою политическую платформу. В Великобритании Марк Эштон (основатель Лесбиянки и геи поддерживают шахтёров) будучи одновременно Генеральным Секретарём Лиги Коммунистической Молодёжи (молодёжное крыло Компартии Великобритании) пропагандировал «не идти ни на какие компромиссы в политике своей сексуальности»
В мире на данный момент всего две страны развитого социализма. Никогда в истории Северной Кореи — гомосексуализм не был криминализирован. A Коммунистическая партия Кубы включила защиту прав ЛГБТ в свою политическую платформу 2013 году и легализовала однополые браки, гражданские союзы, однополое усыновление и альтруистическое суррогатное материнство, среди прочего, и путём внесения поправок в Конституцию Кубы после референдума по Семейному кодексу Кубы в 2022 году.